# 테오도로스 2세 라스카리스
테오도로스 2세 두카스 라스카리스(그리스어:Θεόδωρος Β΄ Δούκας Λάσκαρις, 1222년 – 1258년 8월 18일)는 동로마 제국의 망명계승국 중 하나인 니케아 제국의 황제(재위기간:1221년–1254년)였다.

## 생애
테오도루스는 요안니스 3세 두카스 바타치스와 이레네 라스카리스의 외아들로 1254년 아버지가 죽자 니케아 제국의 황제로 추대되었으나 실제 대관식은 이듬해에 열렸다. 그는 당대 최고의 학자인 니케포루스 블렘미데스의 문하에서 공부했고 문학, 신학, 과학등에 폭넓은 지식을 자랑하는 군주였다.
테오도루스는 제2차 불가리아 제국의 미하일 아센 1세가 트라키아를 넘어 침입해 왔을 때 몇 차례 원정을 통해 군사적인 성공을 거두었고 1255년에서 1256년에는 불가리와의 강화조약을 유도하였다. 그는 또한 에피루스와의 정략결혼도 추진했는데 이 과정에서 두라초와 세르비아를 요구해 분쟁이 벌어졌다. 당시 니케아에는 미카일 팔라이올로구스라는 유능한 장군이었는데 테오도루스는 이 장군을 시기하여 미카일의 군사적 성공에도 불구하고 그를 감옥에 가두었다.
또한 테오도루스는 아버지 요한네스와 마찬가지로 간질환자였고 아버지보다 증세는 더욱 심했다. 또한 테오도루스는 전통적인 귀족가문보다는 중류 하층계급의 인사를 등용하고 귀족을 억압하는 정책으로 귀족들의 불만을 샀다. 테오도루스는 1258년 36살의 나이로 죽었고 제위는 어린 맏아들 요한네스에게 돌아갔는데 임종직전 테오도루스는 백성들의 미움을 받고 있던 게오르기우스 무잘론을 아들의 섭정으로 임명했다.

## 가족관계
테오도루스는 1235년 불가리아의 차르 이반 아센 2세의 딸 옐리나와 결혼하였다. 두 사람의 자녀는 다음과 같다.
- 요안니스 두카스 라스카리스 : 아버지의 뒤를 이어 황제가 됨
- 이리니 두카스 라스카리나 : 불가리의 차르 콘스탄티누스와 결혼
- 마리아 두카스 라스카리나 : 에피루스 공국의 니케포로스 콤네노스와 결혼